# Strengbach (Fecht)
Der Strengbach (französisch: Ruisseau le Strengbach) ist ein Bach im Osten von Frankreich, der im Département Haut-Rhin der Region Grand Est südwestlich der Stadt Sélestat verläuft.

## Geographie

### Verlauf
Der Strengbach entspringt unter dem Namen Altweierbach im nordwestlichen Gemeindegebiet von Aubure, entwässert generell Richtung Ostsüdost durch den Regionalen Naturpark Ballons des Vosges. Er passiert die Kleinstadt Ribeauvillé, erreicht danach die Rheintal-Ebene und quert hier die Bahnstrecke Strasbourg–Basel sowie die Nationalstraße N83. Nach insgesamt rund 17 Kilometern mündet der Strengbach im Gemeindegebiet von Guémar als linker Zufluss in die Fecht.

### Zuflüsse
(Reihenfolge in Fließrichtung)
- Ruisseau l’Adelsbach (links) 3,19 km
- Ruisseau le Muesbach (rechts) 3,34 km
- Ruisseau l’Ibach (links) 3,27 km
- Ruisseau le Sillthal (rechts) 2,48 km

### Orte am Fluss
(Reihenfolge in Fließrichtung)
- La Scierie, Gemeinde Aubure
- Le Bas Schlueck, Gemeinde Aubure
- Walburg, Gemeinde Ribeauvillé
- La Pepinière, Gemeinde Ribeauvillé
- Ribeauvillé
- Guémar

## Sehenswürdigkeiten
- Rocher du Saut de Cerf (auch Hirtzensprung genannt) – im Oberlauf passiert der Fluss eine pittoreske Felsformation[5]